# Комашня Ніна Миколаївна
Ні́на Микола́ївна Комашня́, до шлюбу Ковальчу́к (нар. 18 березня 1949 — 2 червня 2013)  — українська письменниця, поетеса, журналістка. Членкиня Національної спілки журналістів України, Національної спілки письменників України (2006); лауреатка премій ім. Михайла Клименка та обласної літературно-мистецької премії ім. Лесі Українки Житомирського відділення Українського фонду культури (2008).

## Біографія
Ніна Миколаївна Комашня народилася 18 березня 1949 року в селищі міського типу Гранітному Малинського району Житомирської області в сім'ї робітників. Тут вона провела своє дитинство. В 1956 р. пішла навчатися до Гранітнянської восьмирічної школи, яку закінчила в 1964 р.
З 1964 р. навчалася в Житомирському медичному училищі, яке закінчила в березні 1968 р.
Працювала завідувачкою фельдшерського пункту в селі Вишів Малинського району. Працюючи сільською фельдшеркою, відкривала для себе людей, бачила їх проблеми і про все це писала в місцеву газету. Запрошена на посаду літературної працівниці Малинської районної газети «Прапор Жовтня», де і працювала з серпня 1969 до жовтня 1972 р.
В 1970 р. вступила на заочний факультет журналістики Київського державного університету ім. Т. Г. Шевченка, який закінчила у 1977 р.
У зв'язку з сімейними обставинами в 1972 р. переїхала на постійне місце проживання в с. Юрівку Любарського району Житомирської області. З листопада 1972 р. і до 2006 р. працювала в редакції Любарської районної газети «Новий день». В 1997 р. була призначена редакторкою цієї газети.
Померла Ніна Миколаївна Комашня 2 червня 2013 р. після тяжкої хвороби. Похована в с. Юрівка Любарського р-ну на Житомирщині.

## Літературна творчість
Почала друкувати свої вірші ще під дошлюбним прізвищем Ковальчук. Під ним з'являлися її вірші в обласних газетах (дебютувала добіркою поезій в обласній газеті «Радянська Житомирщина» у 1967 році), альманасі для молодих «Вітрила», кількох центральних журналах, колективних збірниках.
Поетичний світ Ніни Комашні — це світ казкової поліської природи. ЇЇ серце сповнене любов'ю до рідного краю. Природа і є джерелом натхнення поетеси. Тож не випадково її книжки мають назви: «Зелений світ» (2000), «У ромашковім краю» (2007), «Нічийні острови» (2009), «Я — лісу вільна полонянка» (2012).
Ведучи з читачем ліричну розмову, письменниця творчо переосмислює прозаїчні реалії життя, вкладаючи їх у яскраві поетичні форми. Вона порушує у своїй творчості морально-етичні проблеми, відстоює загальнолюдські та особисті цінності. Саме про це збірки Ніни Комашні «Мелодія душі» (2005), «В сузір'ї Водолія» (2006), «Світом править доброта» (2006), «В мачинці — код віків майбутніх» (2013).
Особливою сторінкою творчості Н. М. Комашні став відгук на події, пов'язанні з аварією на Чорнобильській АЕС. Як журналістка Комашня спілкувалася з багатьма людьми, долю яких змінила Чорнобильська трагедія, бачила покинуті села, в лікарнях хворих на лейкемію дітей, людське горе. Потрвпило в зону забруднення і її рідне селище Гранітне. Поетеса відгукнулася повними болю і печалі віршами. В світ виходять збірки: «Душа, просвічена ураном» (1993), «Земля в терновому вінку» (2002), «В краю нетоптаного рясту» (2012), яку авторка назвала поезією болю. Ніна Комашня сама постраждала від чорнобильського лиха, тому її вистраждані вірші написані не за принципами актуальності чи злободенності, а за велінням совісті та вболівання за рідну землю і її людей. Поезія Н. М. Комашні образна, художньо переконлива посилює важливість теми.
У 2005 році вийшла перша збірка віршів для дітей «Сторінки для Ангелінки». На той час Ніна Комашня стала бабусею, що надихнуло її на створення цілого ряду книг для дітей: «Сорочечка на виріст» (2007), «Ходить полем хатка» (2009), «Лошатко» (2009), «Лісовий дитсадочок» (2009), «Ти куди так поспішаєш?» (2011), «Чарівний кошик» (2011); «Соняхи під вікнами» (2012); «Маю я багато друзів» (2013).
Загалом вийшло у світ понад 20 збірок поезії Ніни Комашні.
У травні 2006 р. її прийнято до Національної спілки письменників України.
Книжки Ніни Комашні є в обласних і шкільних книгозбірнях області.

## Нагороди та відзнаки
Серпень 2008 р. — лауреатка обласної літературно-мистецької премії ім. Лесі Українки Житомирського відділення Українського фонду культури за активну пропаганду творчої спадщини Лесі Українки в царині журналістської та літературної діяльності.
2011 р. — лауреатка обласної премії «Дідусева казка» за творчі здобутки в царині літератури для дітей.
2012 р. — лауреатка літературної премії імені Михайла Клименка.
2012 р. — переможниця обласного конкурсу «Найкраща книга року — 2012» в номінації «Світ дитинства» за книжку «Чарівний кошик».
2012 р. — поетична збірка «В краю нетоптаного рясту» вийшла друком за кошти обласного бюджету як соціально значуща література місцевих авторів.